# Heiplas (Lede)

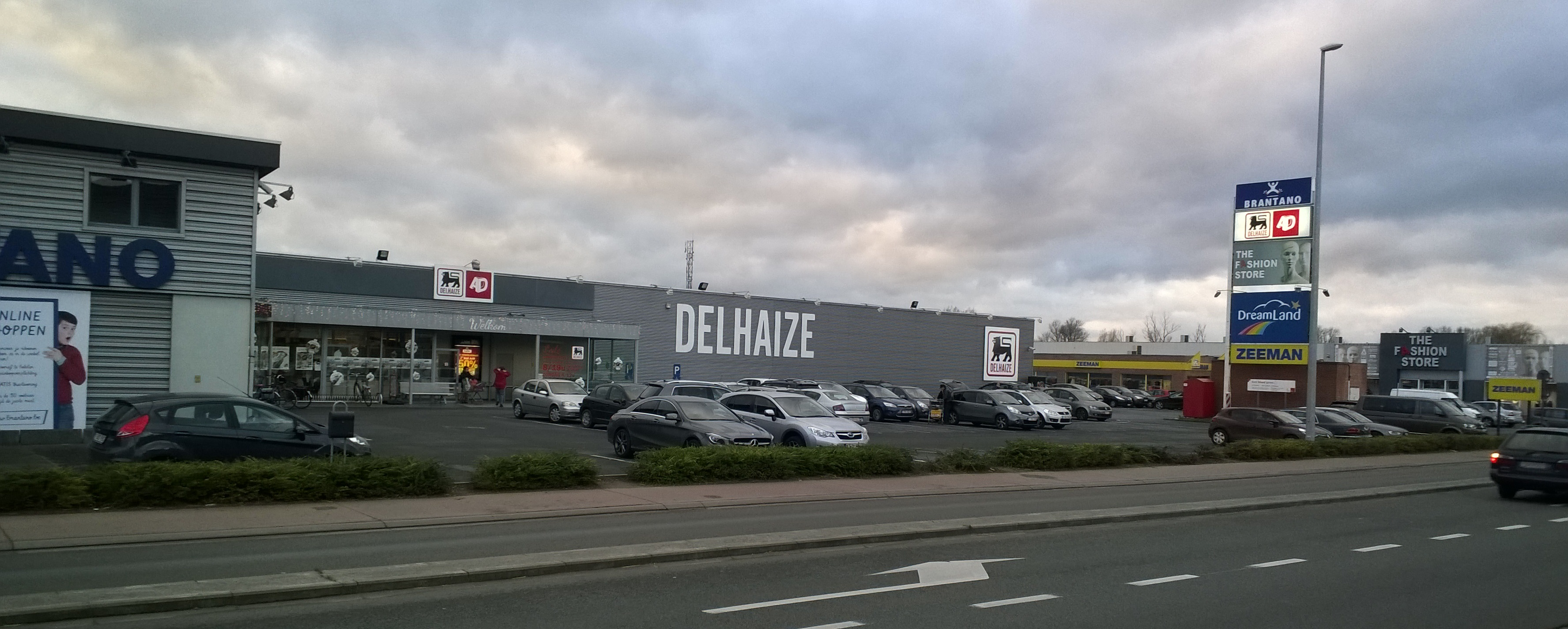
Winkelcentrum Heiplas te Lede

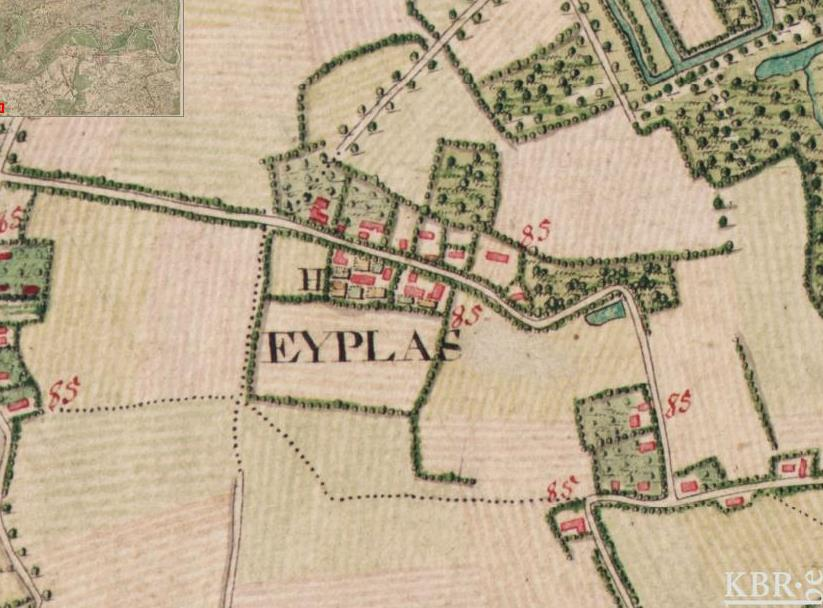
Heiplas op Ferraris-kaart

De Heiplas is een wijk in de Oost-Vlaamse gemeente Lede, gelegen tussen de spoorlijn 50 (Gent-Brussel) en de grens met de gemeente Wichelen.
De wijk wordt doorkruist door de Wichelsesteenweg (N442).
De naam Heiplas is terug te vinden in twee straatnamen (Heiplasweg en Heiplasstraat), twee namen van bushaltes van De Lijn (Heiplasstraat en Heiplaspleintje) en in een winkelcentrum en KMO-zone aan de westelijke kant van de N442.
Het winkelcentrum omvat een filiaal van AD Delhaize, Dreamland, Zeeman, Leonidas en The Fashion Store. Tot aan het faillissement van de winkelketen in 2020 kon je ook terecht bij Brantano.
De KMO-zone werd in 2013-2014 verkaveld en ontwikkeld door de gemeente De meeste kavels zijn ingenomen door KMO's of garages. Hier bevindt zich ook het ILvA-recyclagepark van Lede.

## Geschiedenis
De naam Heiplas gaat ver terug in de tijd. Het toponiem staat reeds vermeld op de Ferraris-kaart onder de naam Eyplas.